# Pulau Babi
Pulau Babi är en ö i Indonesien.   Den ligger i provinsen Aceh, i den västra delen av landet, 1 500 km nordväst om huvudstaden Jakarta. Arean är 46 kvadratkilometer.
Terrängen på Pulau Babi är platt. Öns högsta punkt är 88 meter över havet. Den sträcker sig 7,5 kilometer i nord-sydlig riktning, och 8,6 kilometer i öst-västlig riktning.